# خط لوله گاز ترانس-صحرا
خط لوله گاز ترانس-صحرا (انگلیسی: Trans-Saharan gas pipeline) خط لوله انتقال گاز طبیعی به طول ۴۱۲۸ کیلومتر است، که از نیجریه آغاز شده و پس از عبور از نیجر، در الجزایر پایان می‌یابد. ظرفیت انتقال گاز طبیعی این خط لوله روزانه معادل ۸۰ میلیون متر مکعب می‌باشد.